# Genysa bicalcarata
Genysa bicalcarata är en spindelart som beskrevs av Simon 1889. Genysa bicalcarata ingår i släktet Genysa och familjen Idiopidae.
Artens utbredningsområde är Madagaskar. Inga underarter finns listade i Catalogue of Life.